# Дебора Компаньоні
Дебора Компаньоні (італ. Deborah Compagnoni; нар. 4 червня 1970, Борміо, Ломбардія, провінція Сондріо, Італія) — італійська гірськолижниця, триразова олімпійська чемпіонка, олімпійська медалістка, триразова чемпіонка світу, найтитулованіша з італійських гірськолижниць. 
Першу золоту олімпійську медаль та звання олімпійської чемпіонки Компаньоні виборола на Альбервільській олімпіаді 1992 року у супергіганті, другу — в Ліллегаммері в гігантському слаломі, третю в Нагано, знову ж в гігантському слаломі. Крім того, у Нагано Компаньоні була другою в слаломі.
Спочатку Компаньоні успішно змагалася в усіх дисциплінах, але після падіння й травми коліна облишила швидкісний спуск та супергігант, і домінувала в гігантському слаломі та слаломі. Загалом вона виграла 16 етапів кубка світу: 13 у гігантському слаломі, 2 — в супергіганті й один у слаломі. Виграла кубок світу 1997 року в гігантському слаломі. 
Одружена з магнатом Алессандро Бенеттоном, має трьох дітей.